# Since Time Is Gravity
Since Time Is Gravity ist ein Jazzalbum der Formation Natural Information Society um Joshua Abrams mit dem Gastmusiker Ari Brown. Die am 24. August 2021 im Studio Electrical Audio, Chicago, entstandenen Aufnahmen erschienen 2023 auf Eremite Records.

## Hintergrund
Der Chicagoer Multiinstrumentalist und Leiter der Natural Information Society, Joshua Abrams, greift auf die Gnawa-Tradition zurück und spielt die Gimbri- bzw. Basslinien auf die Art und Weise von deren Meister, wobei er sich an zwei oder drei gezupfte und wiederholte Noten hält, die den Grundstein für eine Musik legen, die tatsächlich Trance induziere, notierte Danen Jobi. Die einzelnen Lieder bewegen und verändern sich untereinander, meist in einem Rhythmus, den Abrams mit der Gimbri spielt. Dies wird in Songs wie „Murmuration“ noch erweitert; da es sich um den längsten Track handelt, kommt er der anhaltenden Kraft des Trance am ehesten entgegen. Ein Titel, der über diese Grundkonstellation hinausgeht, ist „Stigmergy“, der den Gnawa-Ansatz durch eine Spielhaltung ersetzt, die an die klassische indische Musik erinnert.
Die acht Titel des Albums gibt es in drei Kategorien, notierte Gary Whitehouse. Es gibt zwei relativ kurze Solo-Gimbri-Stücke von Abrams, „Wane“ und „Wax“. Drei erweiterte Stücke umfassen das Werk von Ari Brown mit dem größeren Ensemble, und die restlichen drei zeigen verschiedene Permutationen des Ensembles. Since Time Is Gravity ist etwa die siebte Veröffentlichung dieses Ensembles, das seit Ende der 2000er-Jahre das Projekt des Komponisten und Multiinstrumentalisten Joshua Abrams ist. Der Kern von Natural Information Society ist Joshua Abrams, der sowohl Guimbri als auch Kontrabass spielt, Lisa Alvarado (Harmonium), Mikel Patrick Avery (Schlagzeug) und Jason Stein (Bassklarinette). Diese Veröffentlichung wird jedoch dem Natural Information Society Community Ensemble mit Ari Brown zugeschrieben, einem erweiterten Ensemble, in dem bis zu zehn Musiker spielen, darunter Josh Berman und Ben LaMar Gay (Kornette), Nick Mazzarella und Mai Sugimoto (Altsaxophone und Flöte), Kara Bershad (Harfe), Hamid Drake (Schlagzeug) und der legendäre Tenorsaxophonist Ari Brown, ein langjähriges Mitglied des AACM.
Die erste Begegnung zwischen Abrams und Brown war ein Zufall: Beide Künstler traten mit ihren eigenen Gruppen beim African Festival of the Arts in Chicago auf, als Browns damaliger Stammbassist im Stau stecken blieb und nicht in der Lage war, den Auftritt anzutreten. Abrams erkannte die Gelegenheit und bot seine Dienste an, spielte das gesamte Set mit Browns Gruppe. Brown und Abrams wurden später Freunde und arbeiteten zusammen, und bald beauftragte Abrams Ari Brown, an mehreren Filmmusiken mitzuwirken, an denen er arbeitete, darunter der Soundtrack zu Bill Siegels Dokumentarfilm The Trial of Muhammad Ali (2014) und bei einem Stück auf dem Album der Natural Information Society von 2017. Obwohl Abrams‘ Kompositionen notiert sind, hatte Brown größtenteils freie Hand, das zu spielen, was ihm richtig erschien. „Joshua gab mir einige Anweisungen, wie ich an die Melodien herangehen sollte“, meinte Brown in einem Interview, „aber er sagte mir, ich solle sie so spielen, wie ich sie spielen wollte, und das war es im Grunde. Das hat sich irgendwie zu dem entwickelt, was es heute ist.“ Laut Abrams bestand sein ursprünglicher Plan darin, Brown die ganze Zeit über improvisieren zu lassen, aber kurz vor der Sitzung wurde ihm klar, dass einige Melodien etwas mehr melodische Struktur brauchten, also komponierte er schnell einige lange, melodische Statements, die Brown aufführen sollte. Laut Abrams verlieh Browns Anwesenheit seiner Gruppe auch eine erbauliche und stabilisierende Kraft.

## Titelliste
- Natural Information Society with Ari Brown: Since Time Is Gravity (Eremite Records)[4]

1. Moontide Chorus 6:41
2. Is 11:39
3. Murmuration 18:05
4. Wane 4:31
5. Stigmergy 13:04
6. Immemorial 8:13
7. Wax 3:17
8. Gravity 7:52

Die Kompositionen stammen von Joshua Abrams.

## Rezeption
Obwohl die Produktion der Natural Information Society nichts explizit Spirituelles hat, greife die Gruppe auf Praktiken aus der ganzen Welt zurück, die transzendente Erfahrungen ermöglichen: Gnawa aus Nordafrika, klassische [Musik aus] Hindustan, ekstatischer Jazz, schrieb Jonathan Williger in Pitchfork Media. Die Musik dieser Traditionen sei häufig langgestreckt und nutze häufig Improvisationen, um eine zentrale Tonleiter oder ein zentrales Motiv zu erweitern. Abrams verbinde diese Klänge und Strukturen, die von ihren Traditionsträgern über Jahrhunderte hinweg bekräftigt und erneuert würden, mit der postmodernen Sensibilität minimalistischer Komposition. Die Zeitlosigkeit der Musik sei zweierlei: Die Techniken, mit denen sie die Zeit für den Zuhörer anhält – faszinierende Wiederholungen, flinkes rhythmisches Zusammenspiel, summende Drohnen – hätten selbst unfassbar tiefe Wurzeln.

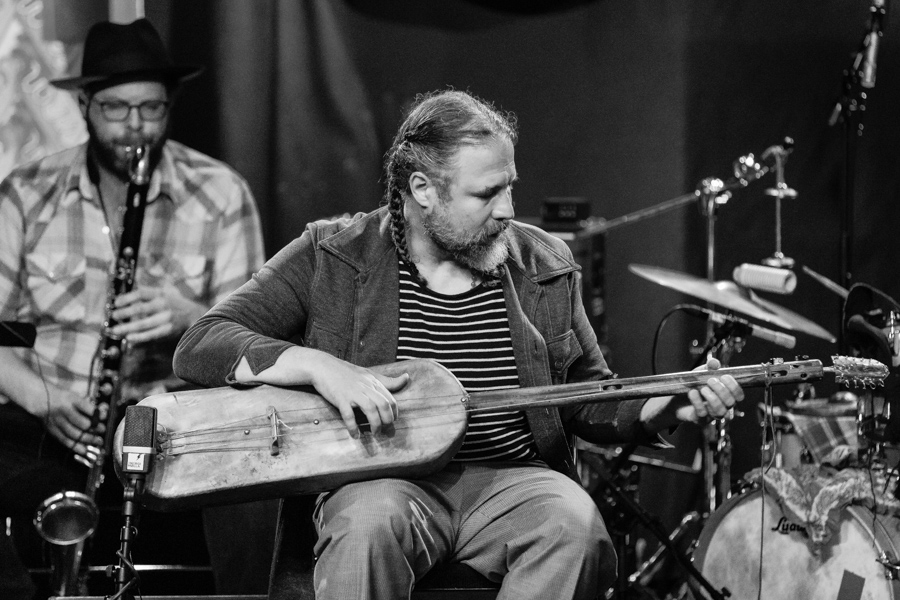
Joshua Abrams auf dem Kongsberg Jazzfestival 2019

Thom Jurek verlieh dem Album in Allmusic vier Sterne und schrieb, Abrams‘ Originalmusik ist zutiefst von der Gnawan-Heilmusik aus Marokko inspiriert, aber fast als Erweiterung seiner großen Erfahrung (Roots, Tortoise, Black Earth Ensemble usw.) greift sie auch gerne andere Musikrichtungen auf, übernimmt Anleihen daraus und überschneidet sich mit ihnen. Oft hat sein Füllhorn an anderen Klängen den Jazz (absichtlich) in den Schatten gestellt. Das stimmt hier nicht. Angesichts der Vielfalt an Rohr-, Blas- und Blechbläsern ist der Zusammenhang offensichtlich. Mit Since Time Is Gravity kehre das Ensemble zu seinen erforschenden Rhythmus- und Obertonwurzeln zurück, während sie gleichzeitig mehr Raum für Jazzharmonik und rhythmische Sensibilität schüfen und m die Fülle an Solisten unter ihnen hervorhöben.
Nach Ansicht von Danen Jobe, der das Album in All About Jazz rezensierte, fliegen in „Gravity“ ein paar dissonante Töne vorbei, es werde auch für einen Moment laut, aber nichts würde sich zu weit von dem hypnotischen Erlebnis entfernen, das hier über dreizehn Minuten anhält. Wenige Rhythmuswechsel, um dieses rituelle Gefühl zu betonen, führten dazu, dass das Album [gefühlt] etwas länger dauere. So gut es auch sei, das Schema beginne sich ein wenig abzunutzen, bis dann am Ende das experimentellere „Gravity“ mit einem Killersolo von Ari Brown auftauche. Dennoch handle es sich um Musik, die dazu gedacht sei, die [Gwana]-Bewegung zwischen den Welten zu befördern, zu unterstützen und das Lied verschiedener Geister zu singen.
Letztlich sei „Murmuration“ der Favorit des Autors Gary Whitehouse (A Green Man Review). Dieses Stück sei absolut hypnotisierender 18-minütiger Ambient-Jazz. Der Titel, der sich auf die Art und Weise bezieht, wie sich einige Vögel, insbesondere Stare, in riesigen, synchronisierten Schwärmen bewegen, spiegle sich im seufzenden, atmenden Dunst der Musik wider. Since Time Is Gravity sei eines der komplexeren und nuancierteren Alben der letzten Jahre, vergleichbar vielleicht mit In D von Brooklyn Raga Massive. Alle Fans von modernem Jazz und Ambient-Jazz, Trance und modaler Weltmusik sollten sich unbedingt dieses Stück anhören.
Ari Brown, der in früheren Jahren mit den AACM-Pionieren Malachi Thompson, Famoudou Don Moye und Kahil El’Zabar gespielt hatte, würde sich in seinen Improvisationen zu den Abschlussstücken „Moontide Chorus“, „Is“ und „Gravity“ sich auf diese Linie beziehen und gleichzeitig eine zutiefst individualistische Sensibilität bewahren, und seine modalen Melodien bewegten sich auf einem schmalen Grat zwischen mystischer Mehrdeutigkeit und Konversationsvertrautheit, hieß es in Milliken. Alle diese Musiker seien vom Jazz geprägt, aber sie seien auch Studenten der globalen Geschichte, die zu seiner Entwicklung im frühen 20. Jahrhundert geführt habe.
Eines der ersten Dinge, die einem beim Hören von Since Time Is Gravity auffallen, sei das aufsteigende Tenorsaxophon des 79-jährigen Virtuosen Ari Brown, schrieb James Toth (Daily Bandcamp). Die innovative Gruppe um Joshua Abrams habe in den letzten zwei Jahrzehnten ihre einzigartige und hypnotische Mischung aus tantrischem Post-Jazz-Minimalismus weiter verfeinert und sich den Ruf einer ebenso emanzipatorischen wie hochdisziplinierten Musik erworben. Wenn es sich bei Abrams’ Gruppe um eine Gruppe von Staren handelt, die in perfekter Formation navigieren, sei Brown der Vogel, der sich für einen Moment aufteilt, um die Landschaft zu überblicken und vielleicht ein paar Loopings zu machen, bevor er zum Schwarm zurückkehrt. Auf drei der acht Songs des Albums stehlen Browns Improvisationen und sein starker, dynamischer Ton fast die Show.